# Era uma Vez uma História
Era Uma Vez Uma História é uma série documental exibida em 4 episódios que estreou na Band com produção da Eyeworks e Cine Group no dia 27 de abril de 2017.

## Sinopse
A série combina dramaturgia, documentário e entretenimento numa maneira nova de olhar para o passado e redescobrir o Brasil. O programa leva os espectadores para campos de batalha onde aconteceram confrontos épicos pela liberdade até salões de democracia onde pioneiros escreveram constituições. É uma oportunidade também de conhecer como realmente foram os personagens que moldaram a história do Brasil, e não como os livros os descrevem.
Inseridos em cenas históricas reconstruídas em ambientes reais ou criadas com a ajuda de animação gráfica, o ator Dan Stulbach e a historiadora Lilia Schwarcz atuam como testemunhas e, ao mesmo tempo, narradores dos fatos que determinaram o destino do país.
Gravada no Brasil e em Portugal, a série envolveu 150 profissionais. Na atração, atores interpretam passagens importantes de períodos históricos com a ajuda de computação gráfica. Uma equipe de cinco animadores e designers 3D trabalharam durante cinco meses na produção.
A série teve boa aceitação por parte do público.

## Elenco
A série documental contou com um elenco de aproximadamente 50 atores.
| Artista             | Personagem                                            |
| ------------------- | ----------------------------------------------------- |
| Dan Stulbach        | Apresentador                                          |
| Lilia Schwarcz      | Apresentadora                                         |
| Walter Blaz         | Narrador                                              |
| Charles Paraventi   | Dom João VI                                           |
| Lenine              | Dom Antônio Araújo                                    |
| Luiza Possi         | Antônia                                               |
| Oscar Filho         | Bigode                                                |
| Thaíde              | Luis Gama (Luís Gonzaga Pinto da Gama)                |
| Alexandre Liuzzi    | Diogo Antônio Feijó                                   |
| Alex Teix           | José da Costa Carvalho                                |
| Alice Delegá        | Januária Maria de Bragança (criança)                  |
| Ana Zettel          | Imperatriz Tereza Cristina                            |
| André Lodi          | Dom Pedro II (jovem)                                  |
| André Rayol Jorge   | Benjamim Constant                                     |
| Andrey Lopes        | Borges                                                |
| Amon Castro         | Jornaleiro                                            |
| Apollo Costa        | Panchito (Juan Francisco Lópes)                       |
| Atualpa Frota       | Moniz Barreto                                         |
| Bernardo Dugin      | Dom Pedro de Bourbon e Bragança I                     |
| Beto Vandesteen     | Lima                                                  |
| Charles Myara       | Gonçalves Ledo                                        |
| Cristina Lago       | Carlota Joaquina de Bourbon                           |
| Diego Diener        | Joaquim Nabuco                                        |
| Edgar Ziler Freitas | João Bráulio Monz                                     |
| Eduardo Fraga       | Antônio Carlos Ribeiro de Andrada Machado e Silva     |
| Eduardo Lassah      | Ferreira de Menezes                                   |
| Erlene Melo         | Princesa Isabel do Brasil                             |
| Fábio Guará         | Chico Diabo (José Francisco Lacerda)                  |
| Helena Giffoni      | Dona Rita                                             |
| Junior Vieira       | José do Patrocínio                                    |
| Lucas Asseituno     | André Rebouças                                        |
| Magdale Alves       | D. Maria I e Portugal                                 |
| Marcelo Caridade    | Paulo Barbosa da Silva                                |
| Marcos Holanda      | José Bonifácio de Andrada e Silva                     |
| Marcus Dioli        | Martim Francisco Ribeiro de Andrada                   |
| Mário Hermeto       | João de Saldanha da Gama                              |
| Paolo Sampaio       | Adriano Augusto do Vale                               |
| Paulo de Melo       | Major Sólon (Frederico Sólon de Sampaio)              |
| Paulo Giardini      | Elias Antônio Lopes                                   |
| Paulo Roque         | Francisco Solano López                                |
| Pedro Pauleey       | Visconde de Pirassununga (Joaquim Henrique de Araújo) |
| Rebeca Pieroni      | Francisca de Bragança                                 |
| Rodrigo Candelot    | Dom Pedro II                                          |
| Rodrigo França      | Francisco Glicério                                    |
| Ronaldo Gontijo     | Ruy Barbosa                                           |
| Ronaldo Reis        | Francisco de Lima e Silva                             |
| Samuel Luz          | Dom Rodrigo de Souza Coutinho                         |
| Sandro Coelho       | Lord Strangford                                       |
| Sidney Guedes       | Marechal Deodoro da Fonseca                           |
| Thales Coutinho     | Aristides Lobo                                        |
| Timóteo Heiderick   | André                                                 |
| Yashar Zambuzzi     | José da Silva Lisboa                                  |